# Acide 2-phosphoglycérique
L’acide 2-phosphoglycérique — ou 2-phosphoglycérate sous forme déprotonée, abrégée en 2PG — est un composé organique important en biochimie. Seul l'énantiomère 2-phospho-D-glycérate est biologiquement actif. Il intervient comme métabolite de la glycolyse en relation avec la chaîne respiratoire.

## Rôle dans la glycolyse
| Biosynthèse                          | Biosynthèse                          | Biosynthèse                          |  | Dégradation                                       | Dégradation                                       | Dégradation                                       |
|                                      | {\displaystyle \rightleftharpoons }  |                                      |  |                                                   | {\displaystyle \rightleftharpoons } H2O +         |                                                   |
| 3PG                                  |                                      | 2PG                                  |  | 2PG                                               |                                                   | PEP                                               |
| Phosphoglycérate mutase – EC 5.4.2.1 | Phosphoglycérate mutase – EC 5.4.2.1 | Phosphoglycérate mutase – EC 5.4.2.1 |  | Énolase (phosphopyruvate hydratase) – EC 4.2.1.11 | Énolase (phosphopyruvate hydratase) – EC 4.2.1.11 | Énolase (phosphopyruvate hydratase) – EC 4.2.1.11 |

### Biosynthèse
Le 3-phospho-D-glycérate (3PG) produit au cours de la glycolyse est isomérisé en 2-phospho-D-glycérate (2PG) par la phosphoglycérate mutase.

### Dégradation
Le 2-phospho-D-glycérate est ensuite déshydraté par une lyase, l’énolase (ou phosphopyruvate hydratase), pour former le phosphoénolpyruvate (PEP). Un cation Mg2+ est requis comme « catalyseur » de la réaction de déshydratation, tandis qu'un second Mg2+ intervient avec un rôle « conformationnel » en coordination avec le groupe carboxyle du 2PG.